# Rossano Veneto
Rossano Veneto – miejscowość i gmina we Włoszech, w regionie Wenecja Euganejska, w prowincji Vicenza.
Według danych na rok 2004 gminę zamieszkiwało 6566 osób, 656,6 os./km².